# Komando Foki atakuje
Komando Foki atakuje (tytuł oryg. U.S. Seals) – amerykański film akcji klasy B z roku 2000.
Film powstawał w Sofii w Bułgarii z przeznaczeniem dystrybucji kinowej. Na całym świecie zarobił 31 487 933 dolarów.

## Fabuła
Żołnierze elitarnego oddziału amerykańskiej piechoty morskiej zostają zrzuceni ze spadochronami nad jednym z krajów Europy Środkowej. Misja, którą mają wykonać, zdaje się przebiegać rutynowo, jednak w jej trakcie dochodzi do nieoczekiwanego incydentu – ich dowódca zostaje zabity przez współczesnych piratów. Wkrótce później z rąk wrogów ginie także żona członka oddziału, Mike’a Braldeya (Jim Fitzpatrick). Żołnierze decydują się odnaleźć sprawcę zbrodni i wymierzyć mu odpowiednią karę, nie wiedząc, że narażają własne życia na niebezpieczeństwo.

## Obsada
- Jim Fitzpatrick jako Mike Bradley
- Greg Collins jako Cosgrove
- Ty Miller jako A.J.
- James Hicks jako Conrad
- Justin Williams jako Gaines
- Geff Francis jako Gepson
- J. Kenneth Campbell jako Cane Whitlock alias Rusty Blaise